# Rajd Piancavallo 1994
15. Rajd Piancavallo (15. Rally Piancavallo) – 15 edycja rajdu samochodowego Rajdu Piancavallo rozgrywanego we Włoszech. Rozgrywany był od 22 do 23 kwietnia 1994 roku. Była to trzynasta runda Rajdowych Mistrzostw Europy w roku 1994 (rajd miał najwyższy współczynnik - 20) oraz czwarta runda Rajdowych Mistrzostw Włoch.

## Klasyfikacja rajdu
| Miejsce                                        | Kierowca                                       | Pilot                                          | Samochód                                       | Czas                                           | Strata                                         |                                                |
| Klasyfikacja generalna, ERC i mistrzostw Włoch | Klasyfikacja generalna, ERC i mistrzostw Włoch | Klasyfikacja generalna, ERC i mistrzostw Włoch | Klasyfikacja generalna, ERC i mistrzostw Włoch | Klasyfikacja generalna, ERC i mistrzostw Włoch | Klasyfikacja generalna, ERC i mistrzostw Włoch | Klasyfikacja generalna, ERC i mistrzostw Włoch |
| ---------------------------------------------- | ---------------------------------------------- | ---------------------------------------------- | ---------------------------------------------- | ---------------------------------------------- | ---------------------------------------------- | ---------------------------------------------- |
| 1.                                             | Gianfranco Cunico                              | Stefano Evangelisti                            | Ford Escort RS Cosworth                        | 3:24:57                                        | 0.0                                            |                                                |
| 2.                                             | Piero Liatti                                   | Luigi Pirollo                                  | Subaru Impreza 555                             | 3:27:17                                        | +2:20                                          |                                                |
| 3.                                             | Alessandro Fassina                             | Massimo Chiapponi                              | Ford Escort RS Cosworth                        | 3:28:37                                        | +3:40                                          |                                                |
| 4.                                             | Mario Panontin                                 | Marco Di Marco                                 | Lancia Delta HF Integrale                      | 3:31:22                                        | +6:25                                          |                                                |
| 5.                                             | Piero Longhi                                   | Gabriele Minzoni                               | Toyota Celica Turbo 4WD (ST185)                | 3:33:19                                        | +8:22                                          |                                                |
| 6.                                             | Sergio Pianezzola                              | Lucio Baggio                                   | Lancia Delta HF Integrale                      | 3:33:59                                        | +9:02                                          |                                                |
| 7.                                             | Paolo Andreucci                                | David Castiglioni                              | Renault Clio Williams                          | 3:39:19                                        | +14:22                                         |                                                |
| 8.                                             | Giovanni Manfrinato                            | Ernesto Banzato                                | Ford Escort RS Cosworth                        | 3:41:43                                        | +16:46                                         |                                                |
| 9.                                             | Guido Novello                                  | Giorgio Manuzzi                                | BMW M3                                         | 3:46:48                                        | +21:51                                         |                                                |
| 10                                             | Nikolai Burkart                                | Regine Rausch                                  | Opel Astra GSi 16V                             | 3:52:11                                        | +27:14                                         |                                                |